# Ben Tillett
Benjamin Tillett, né le 11 septembre 1860 à Bristol (Angleterre) et mort le 27 janvier 1943, est une figure majeure du mouvement ouvrier britannique, connu pour son engagement socialiste, son action syndicale et son parcours politique. Il émerge comme l’un des principaux artisans du « nouveau syndicalisme » à partir de 1889, courant visant à syndiquer les travailleurs non qualifiés, notamment les dockers. Tillett joue un rôle central dans la création du syndicat des dockers et se distingue comme meneur des grèves portuaires de 1911 et 1912. Durant la Première Guerre mondiale, il apporte un soutien résolu à l’effort de guerre, s’éloignant en cela des positions pacifistes d’une partie du mouvement ouvrier. 
Toutefois, lors de la fusion des syndicats qui donne naissance au Transport and General Workers' Union en 1922, il est marginalisé par Ernest Bevin, qui lui attribue une fonction subalterne. Les historiens du syndicalisme, tels que Clegg, Fox et Thompson, reconnaissent son ardeur militante et son charisme, mais relèvent ses lacunes organisationnelles, allant jusqu’à le qualifier de démagogue en quête d’une popularité fugace. Son héritage demeure associé à un évangélisme syndical fervent, marqué par un talent oratoire indéniable, bien que son impétuosité et son manque de rigueur administrative aient limité son influence durable.

## Biographie
Benjamin Tillett nait à Bristol. Il commença à travailler dans une briqueterie dès l’âge de huit ans et fut, pendant deux années, un garçon « Risley » — terme désignant alors les jeunes employés dans les briqueteries. À douze ans, il s’engagea six mois sur un bateau de pêche, puis devint apprenti chez un cordonnier avant de rejoindre la Royal Navy. Réformé de la marine, il effectua ensuite plusieurs voyages à bord de navires marchands. Il s’établit finalement dans les docks de Londres, où il entama une carrière de docker. 

### Activités syndicales
Ben Tillett entama sa carrière comme organisateur syndical en 1887 en fondant le Tea Operatives and General Labourers Union sur les quais de Tilbury. Son syndicat, ultérieurement rebaptisé Dock, Wharf, Riverside and General Labourers' Union, acquit une notoriété croissante lors de la grève des dockers de Londres en 1889, bien que le mouvement eût débuté sans son concours direct.
Tillett joua par ailleurs un rôle prépondérant lors des grèves portuaires de 1911 et 1912. Il contribua de manière décisive à la création de la National Transport Workers' Federation en 1910, aux côtés d’Havelock Wilson, dirigeant du National Union of Seamen.
Le syndicat dirigé par Ben Tillett était le plus important parmi ceux qui s’unirent en 1922 pour former le Transport and General Workers' Union (TGWU). Toutefois, ce ne fut pas Tillett lui-même, mais son adjoint, Ernest Bevin, qui joua le rôle central dans la réalisation de cette fusion. Bevin devint secrétaire général du nouveau syndicat, tandis que Tillett occupa les fonctions de secrétaire international et politique jusqu’en 1931. Il conserva par ailleurs son siège au Conseil général du Trades Union Congress jusqu’en 1932. 
Au début du XXe siècle, une main-d’œuvre non-voyante s’était progressivement intégrée au marché du travail.
À la fin du XIXe siècle, les personnes atteintes de cécité étaient principalement employées dans des métiers artisanaux, tels que le tissage, la vannerie ou l'accordage de pianos. À cette époque marquée par l'essor des syndicats, la National League of the Blind, fut officiellement enregistrée en 1899. Elle s'affilia rapidement au Trades Union Congress, ainsi qu'au Parti travailliste, intégrant ainsi les luttes sociales du prolétariat britannique. En 1912, la NLB organisa sa première grève à Bristol, afin de protester contre l'absence de pensions de retraite pour ses membres, dont la plupart vivaient dans le dénuement. 
L’un des plus tragiques aspects de la Première Guerre mondiale résida dans le nombre considérable de militaires qui revinrent dans leurs foyers après avoir perdu la vue durant les combats.
Le NLB, par son lobbying assidu, obtint du gouvernement l’établissement d’un  Advisory Committee for the Welfare of the Blind, présidé par Tillett. Cette initiative marqua une étape notable dans la reconnaissance des droits des personnes atteintes de cécité. En 1920, Tillett déposa une proposition parlementaire intitulée « Aveugles (éducation, emploi et entretien) », qui ouvrit un débat novateur sur leur condition. Lors de son allocution à la Chambre, il déclara avec fermeté : « Je ne saurais admettre que la guerre soit le seul moment où nous prenions conscience de nos devoirs. L’affaiblissement physique doit, en tout temps, retenir notre sollicitude. »

### Carrière politique

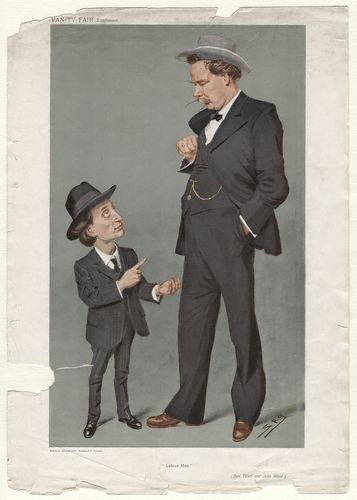
Ben Tillett et John Ward caricaturés par Spy pour Vanity Fair, 1908.

Tillett fut membre de la Fabian Society et comptait parmi les fondateurs du Parti travailliste indépendant, avant de rallier la Fédération sociale-démocrate. Il adhéra également à la Bristol Socialist Society dans les années 1880, période durant laquelle il se rendait fréquemment dans cette cité. Lors des élections générales britanniques de 1892, il fut désigné par le Bradford Labour Union et le Bradford Trades Council pour briguer le siège de Bradford West. Bien qu’il obtînt 30,2 % des suffrages, il ne parvint qu’en troisième position et ne fut pas élu.
Tillett entama sa carrière politique en tant qu’échevin au Conseil du comté de Londres de 1892 à 1898. Il siégea ensuite comme député du Parti travailliste pour la circonscription de Salford Nord, d’abord de 1917 à 1924, puis à nouveau de 1929 à 1931. Avant de remporter l’élection partielle de Salford Nord en 1917 sous l’étiquette indépendante, il avait échoué à quatre reprises lors de scrutins généraux : dans la circonscription de Bradford Ouest en 1892 et 1895, à Eccles en 1906, et à Swansea en janvier 1910. Homme volontiers critique envers les inclinaisons libérales de son propre parti, il déclara en 1918 : « Si le Parti travailliste pouvait choisir un roi, ce serait un féministe, un zélote de la tempérance, un charlatan dissident… un contempteur des plaisirs sportifs, un ennemi de la joie, un abstème, bref, un trouble-fête universel. » 
Tillett, figure éminente du mouvement syndical britannique, suscita des dissensions parmi ses partisans en raison de son appui public à l’engagement du Royaume-Uni dans la Première Guerre mondiale. Cette position, contraire à celle d’une frange du Parti travailliste, alimenta des débats au sein des milieux ouvriers. Dans un article publié le 3 juillet 1915 par The Illustrated London News, l’écrivain et polémiste pro-guerre G. K. Chesterton en exposa sa propre interprétation :
« Ce sont les socialistes modérés qui sont pacifistes ; les socialistes combattants sont des patriotes. M. Ben Tillett aurait été considéré par M. Ramsay MacDonald comme un simple incendiaire ; mais c’est précisément parce que M. Tillett était prêt à continuer à combattre le capitalisme qu’il est prêt à continuer à combattre Krupp. C’est précisément parce que M. Macdonald était faible dans son opposition aux tyrans nationaux qu’il est faible dans son opposition aux tyrans étrangers. Les hésitants qui voulaient un arbitrage unilatéral pour mettre fin aux grèves accepteraient aujourd’hui un arbitrage unilatéral pour mettre fin aux batailles. Mais les hommes qui voulaient des grèves ne voulaient rien d’autre que des obus. Ce grand artiste, M. Will Dyson, a laissé de côté le crayon mortel avec lequel il avait caricaturé les pulls et les intermédiaires, et en a taillé un encore plus mortel pour dessiner tous les diables de Prusse. »

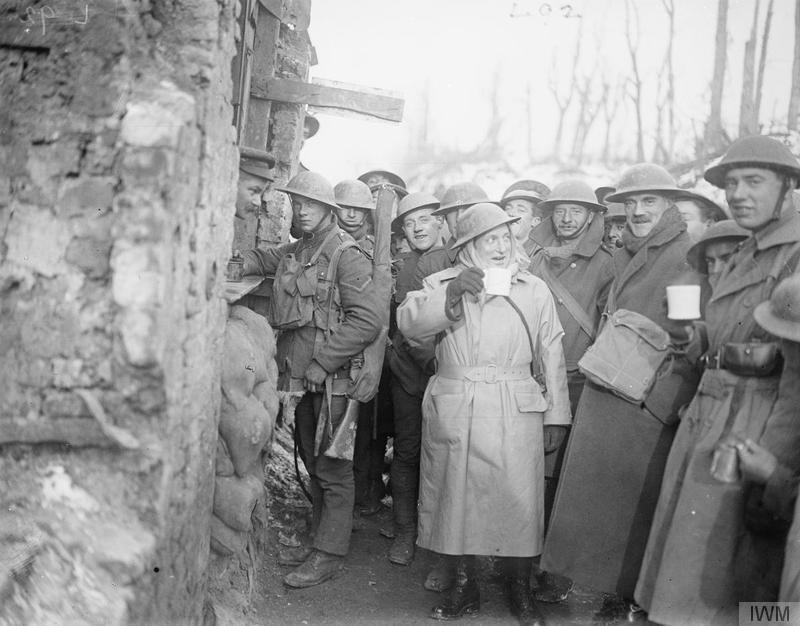
Ben Tillet avec les troupes britanniques sur le front occidentale, en janvier 1918.

Avant la Première Guerre mondiale, Ben Tillett avait prôné l’idée d’une grève générale internationale en cas de guerre. Toutefois, à l’instar de la plupart des dirigeants syndicaux de l’époque, il se rangea, en 1914, aux côtés du gouvernement britannique, soutenant l’effort de guerre. Cette position fut explicitée dans une brochure publiée en 1917, intitulée « Qui était responsable de la guerre et pourquoi ? » dans lequel il déclarait : « Malgré notre ancienne attitude pacifiste, les forces travaillistes en Angleterre ont soutenu le gouvernement tout au long de la guerre. Nous avons réalisé qu’il s’agit d’une lutte pour la liberté mondiale contre un plan soigneusement élaboré visant à établir une autocratie mondiale. »

### Opposition à l'immigration juive
En 1891, Ben Tillett développa, dans une série de lettres publiées par le London Evening News, un discours que l’historien Satnam Virdee qualifiera ultérieurement de « proto-fasciste ». Il y réclamait l’expulsion des ouvriers juifs du Royaume-Uni, accusant par ailleurs la classe politique britannique d’être soumise à l’influence de la finance juive. Il déclara notamment : « Nos principaux hommes d'État ne se soucient pas d'offenser les grandes banques ou les rois de l'argent... Pour l'amour du ciel, rendez-nous nos propres compatriotes et enlevez-nous votre multitude hétéroclite. »

### Vie personnelle et mort
Tillett s’éteignit le 27 janvier 1943, à l’âge de 82 ans.

## Travaux
- Une brève histoire du syndicat des dockers, commémorant la grève des dockers de 1889 (1910)
- Histoire de la grève des travailleurs des transports de Londres (1911)
- Quelques impressions russes (1925)
- Souvenirs et réflexions, une autobiographie (1931)